# Meo Abbraccia-Vacca
Meo Abbraccia-Vacca. Nasceu no Século XIII. Poeta italiano nascido em Pistóia, cujas composições líricas de estilo provençal contribuíram para enriquecer o nascente idioma italiano.  